# Вильдкирхли

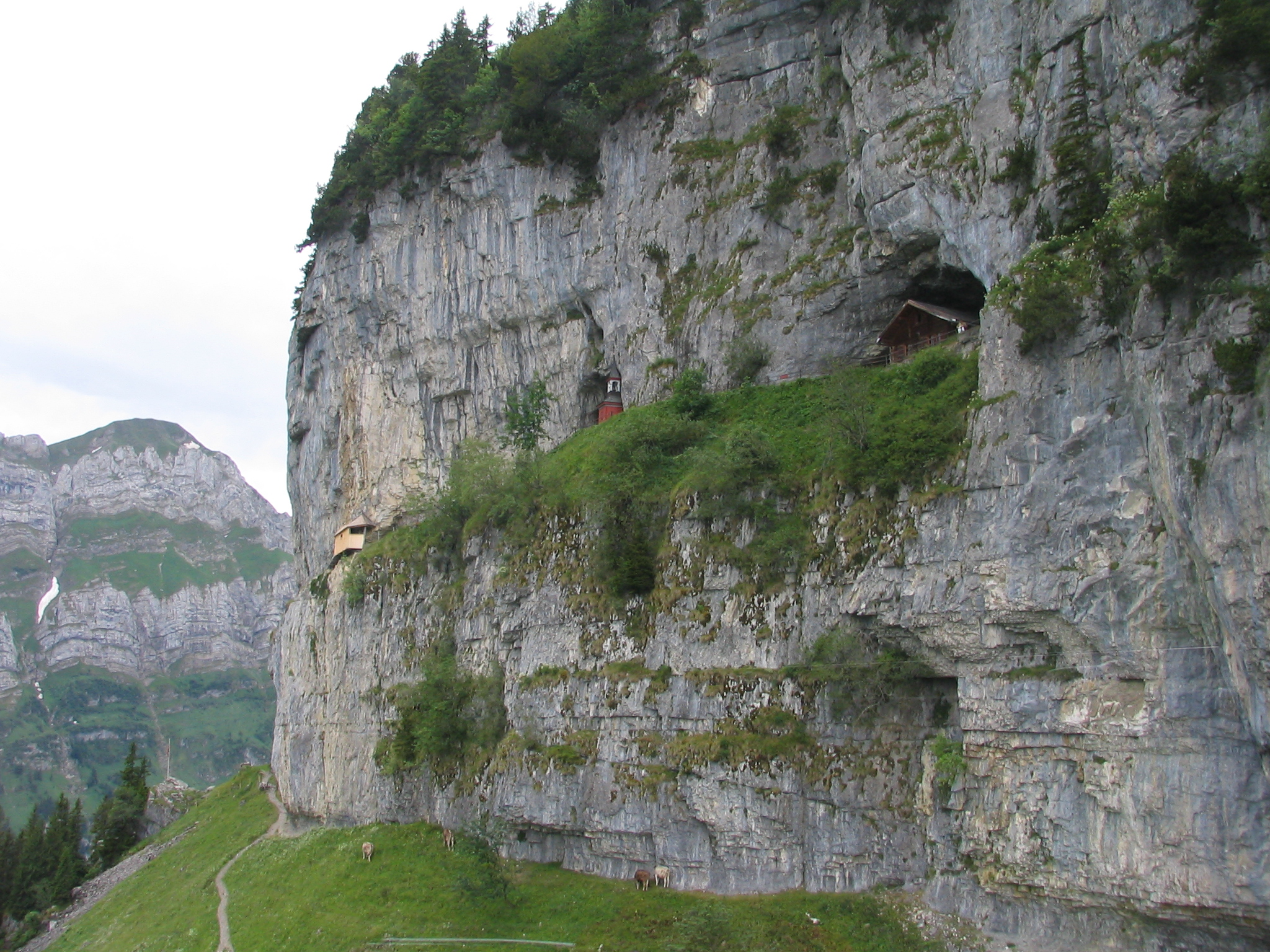
Пещеры Вилдьдкирхли

Вильдкирхли (нем. Wildkirchli) — название системы из трёх пещер в составе горного массива Альпштайн в кантоне Аппенцелль — Иннерроден, Швейцария.
В 1940 году археолог Эмиль Бехлер (Emil Bächler, 1868—1950) обнаружил в пещерах следы обитания неандертальцев — кремнёвые инструменты в Алтархёле. Их датировали последней фазой мустье — около 40 тысяч лет назад. Слой также содержал кости таких животных, как серна, горные козлы и волки, что позволяет предположить, что пещеры служили местом летней охоты. Более поздние раскопки выявили в Алтархёле три стратиграфических слоя. Самый нижний слой (90 000–40 000 лет назад) содержал в основном кости пещерного медведя, датируемые около 90 тысяч лет назад.
В 1658—1853 годах в пещерах обитали отшельники.
В настоящее время пещеры представляют собой туристическую достопримечательность. Сеть пеших троп связывает эти пещеры с другими достопримечательностями региона, такими как горы Сентис (2502 м) и Эбенальп (1640 м), озеро Зееальпзее.